# Норшић Село
Норшић Село је насељено место у граду Самобор, Загребачка жупанија, Хрватска.

## Историја
До територијалне реорганизације у Хрватској било је у саставу старе загребачке приградске општине Самобор.

## Становништво
У попису становништва из 2011. године, Норшић Село је имало 135 становника.
| Број становника према попису | Број становника према попису | Број становника према попису | Број становника према попису | Број становника према попису | Број становника према попису | Број становника према попису | Број становника према попису | Број становника према попису | Број становника према попису | Број становника према попису | Број становника према попису | Број становника према попису | Број становника према попису | Број становника према попису | Број становника према попису |
| ---------------------------- | ---------------------------- | ---------------------------- | ---------------------------- | ---------------------------- | ---------------------------- | ---------------------------- | ---------------------------- | ---------------------------- | ---------------------------- | ---------------------------- | ---------------------------- | ---------------------------- | ---------------------------- | ---------------------------- | ---------------------------- |
| 1857                         | 1869                         | 1880                         | 1890                         | 1900                         | 1910                         | 1921                         | 1931                         | 1948                         | 1953                         | 1961                         | 1971                         | 1981                         | 1991                         | 2001                         | 2011                         |
| 132                          | 164                          | 179                          | 218                          | 193                          | 293                          | 203                          | 336                          | 371                          | 368                          | 343                          | 316                          | 214                          | 195                          | 167                          | 135                          |

Напомена: До 1971. исказивано под именом Норшић-Село.